# Phoebe Harris
Phoebe Harris, död 21 juni 1786, var en engelsk falskmyntare. Hon tillhörde de sista person som dömdes till att avrättas genom bränning på bål i Storbritannien.  
Phoebe Harris utgav sig för att vara änka och bodde i ett hyresrum i London. Hon anmäldes för falskmynteri tillsammans med en manlig och en kvinnlig medarbetare. Hennes medåtalade frikändes, men hon dömdes som skyldig. 
Falskmynteri räknades som förräderi och i egenskap av kvinna dömdes hon till att brännas på bål. Hon blev den första som avrättades på detta sätt sedan avrättningsplatsen hade flyttats från Tyburn och Smithfield till Newgate. I enlighet med praxis sedan ungefär ett sekel blev hon i praktiken strypt innan bålet antändes. Avrättningsmetoden att brännas på bål hade vid denna tid lett till alltmer kritik i pressen, och hennes avrättning kritiserades i pressen.
The Times skrev bland annat: 
“The execution of a woman for coining on Wednesday morning, reflects a scandal upon the law and was not only inhuman, but shamefully indelicate and shocking. Why should the law in this species of offence inflict a severer punishment upon a woman, than a man. It is not an offence which she can perpetrate alone - in every such case the insistence of a man has been found the operating motive upon the woman; yet the man is but hanged, and the woman burned.”
Nästa avrättning av samma slag, mot Margaret Sullivan 1788, ledde till samma pressdebatt, och straffet avskaffades slutligen 1793, sedan Catherine Murphy 1789 blivit den sista som avrättats på detta sätt, och Sophia Girton 1790 hade benådats till deportering.